# Wally Wales
Wally Wales, né Floyd Taliaferro Alderson le 13 novembre 1895 à Sheridan (Wyoming) et mort le 10 février 1980 dans la même ville, est un acteur américain.

## Filmographie
- 1925 : Galloping On de Richard Thorpe
- 1925 : The Hurricane Horseman de Robert Eddy
- 1925 : Tearin' Loose de Richard Thorpe
- 1926 : Ace of Action de William Bertram
- 1926 : Double Daring de Richard Thorpe
- 1926 : Riding Rivals de Richard Thorpe
- 1926 : Roaring Rider de Richard Thorpe
- 1926 : The Fighting Cheat de Richard Thorpe
- 1926 : Twisted Triggers de Richard Thorpe
- 1926 : Vanishing Hoofs de John P. McCarthy
- 1927 : Skedaddle Gold de Richard Thorpe
- 1927 : Soda Water Cowboy de Richard Thorpe
- 1927 : Tearin' Into Trouble de Richard Thorpe
- 1927 : The Cyclone Cowboy de Richard Thorpe
- 1927 : Le Désert des damnés (The Desert of the Lost) de Richard Thorpe
- 1927 : The Meddlin' Stranger de Richard Thorpe
- 1927 : White Pebbles de Richard Thorpe
- 1928 : Desperate Courage de Richard Thorpe
- 1928 : Saddle Mates de Richard Thorpe
- 1928 : The Flying Buckaroo de Richard Thorpe
- 1929 : Overland Bound de Leo Maloney
- 1930 : Bar L Ranch de Harry S. Webb
- 1930 : Breed of the West d'Alvin J. Neitz
- 1930 : Canyon Hawks d'Alvin J. Neitz
- 1930 : Trails of Peril d'Alvin J. Neitz
- 1930 : Voice from the Sky de Ben F. Wilson
- 1931 : Flying Lariats de David Kirkland
- 1931 : Hell's Valley d'Alvin J. Neitz
- 1931 : Red Fork Range d'Alvin J. Neitz
- 1931 : Riders of the Cactus de David Kirkland
- 1931 : So This Is Arizona de David Kirkland
- 1932 : Law and Lawless d'Armand Schaefer
- 1933 : Deadwood Pass de J. P. McGowan
- 1933 : Fighting Texans (en) d'Armand Schaefer
- 1933 : Justice pour un innocent (Sagebrush Trail) d'Armand Schaefer
- 1933 : Secrets of Hollywood de George M. Merrick
- 1933 : Trail Drive d'Alan James
- 1934 : Arizona Cyclone de Robert Tansey
- 1934 : Border Guns de Robert J. Horner (en)
- 1934 : Carrying the Mail de Robert Tansey
- 1934 : Honor of the Range d'Alan James
- 1934 : Nevada Cyclone de Bernard B. Ray
- 1934 : Le Démon noir (en) (Law of the Wild) de B. Reeves Eason et Armand Schaefer
- 1934 : Potluck Pards de Bernard B. Ray
- 1934 : Smoking Guns d'Alan James
- 1934 : The Cactus Kid (film, 1934) de Vernon Stallings
- 1934 : La Cité du désespoir (en) (The Desert Man) de William S. Hart
- 1934 : The Law of the Wild d'Armand Schaefer
- 1934 : The Lone Bandit de J. P. McGowan
- 1934 : The Lone Rider de Robert Tansey
- 1934 : The Lost Jungle d'Armand Schaefer
- 1934 : The Lost Jungle d'Armand Schaefer
- 1934 : The Oil Raider de Spencer Gordon Bennet
- 1934 : The Sundown Trail de Robert Tansey
- 1934 : The Way of the West de Robert Tansey
- 1934 : West of the Law de Robert Tansey
- 1935 : Danger Trails de Robert F. Hill
- 1935 : Fighting Caballero d'Elmer Clifton
- 1935 : Five Bad Men (en) de Cliff Smith
- 1935 : Gun Play d'Al Herman
- 1935 : Heir to Trouble de Spencer Gordon Bennet
- 1935 : Lawless Riders (en) de Spencer Gordon Bennet
- 1935 : Phantom Empire d'Otto Brower
- 1935 : Powdersmoke Range (en) de Wallace Fox
- 1935 : Radio Ranch de B. Reeves Eason
- 1935 : Range Warfare de S. Roy Luby
- 1935 : Rustlers of Red Dog de Lew Landers
- 1935 : Silent Valley (en) de Bernard B. Ray
- 1935 : Six Gun Justice de Robert F. Hill
- 1935 : Swifty (en) d'Alan James
- 1935 : The Cowboy and the Bandit d'Al Herman
- 1935 : The Laramie Kid de Harry S. Webb
- 1935 : Le Cavalier miracle (The Miracle Rider) d'Armand Schaefer
- 1935 : The Pecos Kid (en) de Harry L. Fraser
- 1935 : The Vanishing Riders de Robert F. Hill
- 1935 : Trigger Tom de Harry S. Webb
- 1935 : Western Racketeers de Robert J. Horner (en)
- 1936 : Ambush Valley (en) de Bernard B. Ray
- 1936 : Avenging Waters de Spencer Gordon Bennet
- 1936 : Hair-Trigger Casey (en) de Harry L. Fraser
- 1936 : Heroes of the Range de Spencer Gordon Bennet
- 1936 : Law and Lead de Robert F. Hill
- 1936 : Lucky Terror d'Alan James
- 1936 : Rio Grande Ranger de Spencer Gordon Bennet
- 1936 : The Gun Ranger de Robert North Bradbury
- 1936 : The Traitor de Sam Newfield
- 1936 : The Unknown Ranger de Spencer Gordon Bennet
- 1937 : Heart of the Rockies (en) de Joseph Kane
- 1937 : Law of the Ranger de Spencer Gordon Bennet
- 1937 : One Man Justice de Leon Barsha
- 1937 : Rootin' Tootin' Rhythm (en) de Mack V. Wright
- 1937 : La Caravane de l'enfer (The Painted Stallion) de William Witney
- 1937 : The Rangers Step In de Spencer Gordon Bennet
- 1937 : The Trigger Trio (en) de William Witney
- 1938 : Crime Takes a Holiday de Lewis D. Collins
- 1938 : Frontiers of '49 de Joseph Levering
- 1938 : Guilty Trails de George Waggner
- 1938 : Phantom Gold de Joseph Levering
- 1938 : Pioneer Trail de Joseph Levering
- 1938 : Prairie Justice (en) de George Waggner
- 1938 : Rio Grande de Sam Nelson
- 1938 : South of Arizona de Sam Nelson
- 1938 : Stagecoach Days de Joseph Levering
- 1938 : The Black Bandit de George Waggner
- 1938 : The Lone Ranger de William Witney
- 1938 : West of the Santa Fe de Sam Nelson
- 1939 : Daughter of the Tong de Raymond K. Johnston
- 1939 : North of the Yukon de Sam Nelson
- 1939 : Outpost of the Mounties de C. C. Coleman Jr.
- 1939 : Overland with Kit Carson de Sam Nelson
- 1939 : Riders of the Frontier de Spencer Gordon Bennet
- 1939 : Saga of Death Valley (en) de Joseph Kane
- 1939 : The Stranger from Texas de Sam Nelson
- 1939 : The Thundering West de Sam Nelson
- 1939 : Western Caravans de Sam Nelson
- 1940 : Adventures of Red Ryder de William Witney
- 1940 : Bullets for Rustlers de Sam Nelson
- 1940 : Colorado de Joseph Kane
- 1940 : Hi-Yo Silver! de William Witney
- 1940 : Men With Steel Faces de B. Reeves Eason
- 1940 : Pioneers of the West de Lester Orlebeck
- 1940 : Texas Terrors de George Sherman
- 1940 : The Border Legion de Joseph Kane
- 1940 : The Carson City Kid de Joseph Kane
- 1940 : L'Homme que j'ai ressuscité (The Man with Nine Lives) de Nick Grinde
- 1940 : Two-Fisted Rangers de Joseph H. Lewis
- 1940 : Young Bill Hickok de Joseph Kane
- 1941 : Along the Rio Grande (en) d'Edward Killy
- 1941 : Bad Man of Deadwood de Joseph Kane
- 1941 : Border Vigilantes de Derwin Abrahams
- 1941 : In Old Cheyenne (en) de Joseph Kane
- 1941 : Jesse James at Bay de Joseph Kane
- 1941 : Law of the Range (en) de Ray Taylor
- 1941 : Vallée de la Rivière Rouge (en) (Red River Valley) de Joseph Kane
- 1941 : Riders of the Timberline de Lesley Selander
- 1941 : Roaring Frontiers (en) de Lambert Hillyer
- 1941 : Sheriff of Tombstone (en) de Joseph Kane
- 1941 : The Great Train Robbery de Joseph Kane
- 1942 : American Empire de William C. McGann
- 1942 : Bullets for Bandits de Wallace Fox
- 1942 : Heart of the Golden West de Joseph Kane
- 1942 : Little Joe, the Wrangler de Lewis D. Collins
- 1942 : Ridin' Down the Canyon de Joseph Kane
- 1942 : Romance of the Range de Joseph Kane
- 1942 : Sons of the Pioneers (en) de Joseph Kane
- 1942 : Tombstone, the Town too Tough to Die de William C. McGann
- 1943 : Cowboy in the Clouds (en) de Benjamin Kline
- 1943 : Frontier Law (en) d'Elmer Clifton
- 1943 : La Justice du lasso (Hoppy Serves a Writ) de George Archainbaud
- 1943 : Idaho (en) de Joseph Kane
- 1943 : It's a Great Life de Frank Strayer
- 1943 : Leather Burners de Joseph Henabery
- 1943 : Silver Spurs (en) de Joseph Kane
- 1943 : Song of Texas de Joseph Kane
- 1943 : The Man from Music Mountain (en) de Joseph Kane
- 1944 : Les Pillards de l'Arizona (Forty Thieves) de Lesley Selander
- 1944 : Haunted Harbor (en) de Spencer Gordon Bennet
- 1944 : Lumberjack (en) de Lesley Selander
- 1944 : The Cowboy and the Senorita de Joseph Kane
- 1944 : Showboat du Texas (en) (The Yellow Rose of Texas) de Joseph Kane
- 1944 : Vigilantes of Dodge City de Wallace A. Grissell
- 1944 : Zorro le vengeur masqué (Zorro's Black Whip) de Spencer Gordon Bennet
- 1945 : Crime passionnel (Fallen angel) d'Otto Preminger
- 1945 : FBI 99 de Spencer Gordon Bennet
- 1945 : Federal Operator 99 de Spencer Gordon Bennet
- 1945 : Springtime in Texas d'Oliver Drake
- 1945 : The Cheaters de Joseph Kane
- 1945 : Utah de John English
- 1946 : Heading West de Ray Nazarro
- 1946 : In Old Sacramento de Joseph Kane
- 1946 : The Phantom Rider (en) de Spencer Gordon Bennet
- 1946 : The Plainsman and the Lady de Joseph Kane
- 1947 : Ramrod d'André de Toth
- 1948 : Red River de Howard Hawks
- 1948 : La légion des braves (en) (The Gallant Legion) de Joseph Kane
- 1948 : West of Sonora de Ray Nazarro
- 1949 : Brimstone de Joseph Kane
- 1950 : Colt .45 d'Edwin L. Marin
- 1950 : The Savage Horde de Joseph Kane
- 1951 : The Sea Hornet de Joseph Kane
- 1952 : Junction City de Ray Nazarro